# Dogger Bank
Pour les articles homonymes, voir Dogger Bank (homonymie).
Ne doit pas être confondu avec Doggerland.
Le Dogger Bank est un grand banc de sable formant une zone peu profonde de la mer du Nord, situé à une centaine de kilomètres des côtes du Royaume-Uni et entre 125 et 150 km des côtes du Danemark. Le banc a donné son nom au « Doggerland », qui reliait la Grande-Bretagne au continent européen durant la dernière période glaciaire.

## Description
Le banc de sable tire son nom du mot dogge qui signifie « bateau de pêche » en vieux néerlandais. Sa superficie est d'environ 17 600 km2 et ses dimensions approximatives sont de 260 km de longueur sur 95 km de largeur. Il se situe entre 15 et 36 m de profondeur, soit une moyenne de 20 m sous le niveau de la mer.

## Géologie
Du point de vue géologique, il s'agit d'une moraine formée à l'extrémité méridionale d'un glacier durant la dernière période glaciaire. À cette époque, le niveau de la mer était bien plus bas et le Dogger Bank était exondé, insulaire ou relié au continent selon la phase glaciaire. Des chalutiers pêchant dans cette zone ont dragué de grandes quantités de tourbe.
La mer du Nord est une vaste plate-forme continentale immergée née de la formation du rift de la mer du Nord à l'époque où se formait également plus au sud le domaine océanique dit du golfe de Gascogne, il y a plus de cent millions d’années. Ce plateau a été plus ou moins abrasé par les glaciers et remodelé par des grabens et d'anciennes vallées.

## Sismicité
La mer du Nord continue à s'ouvrir et est donc sismiquement active. Des séismes « petits à modérés » y sont « relativement fréquents (…) par comparaison avec les terres émergées adjacentes. De plus, quelques rares tremblements de terre plus importants sont documentés (avec pour les plus récents les évènements de Colchester en 1884 et du Dogger Bank en 1931) ». Les données disponibles suggèrent « que quelques tremblements de terre peuvent dans cette région être d'une ampleur suffisante pour susciter l'intérêt des ingénieurs » impliqués dans les activités offshore et portuaires. Des vibrations importantes sont perçues sur les plates-formes pétrolières et gazières et plusieurs séismes petits ou moyens sont enregistrés chaque année en mer du Nord. Des variations de pression et de tension sur la lithosphère sont en effet produites par le rebond post-glaciaire. 
Un séisme de 6,1 sur l'échelle de Richter a eu lieu en 1931 dans la zone du Dogger Bank (Dogger Bank earthquake). Il fut le plus important séisme enregistré au Royaume-Uni. Il a été ressenti par tous les pays bordant la mer du Nord et a même causé des dégâts dans l'Est de l'Angleterre. Son épicentre se situait au niveau du banc de sable, et son foyer se trouvait à une profondeur de 23 km.
Une étude faite pour le HSE (Health and Safety Executive) a conclu que des séismes de magnitude 4,1 à 4,4 sur l'échelle de Richter ont une probabilité annuelle d’occurrence de 0,7 en mer du Nord . De plus, les pressions exercées par la montée du niveau de la mer pourraient, par le jeu de rééquilibrages eustatiques, réveiller des failles depuis longtemps inactives.

## Batailles navales
Le Dogger Bank a été le théâtre de plusieurs batailles navales au cours des siècles, leur donnant ainsi leur nom :
- la bataille du Dogger Bank de 1696, une confrontation entre des navires néerlandais et une escadre de corsaires commandée par Jean Bart ;
- la bataille du Dogger Bank de 1781, entre des navires néerlandais et des navires britanniques pendant la Quatrième guerre anglo-néerlandaise ;
- l'incident du Dogger Bank en 1904, bombardement par erreur de chalutiers britanniques et danois par la flotte russe de la Baltique ;
- la bataille du Dogger Bank de 1915, entre les flottes britannique de l'amiral David Beatty et allemande de l'amiral Franz von Hipper.

## Pêche
Le banc est une importante zone de pêche pour le hareng et la morue. Son importance pour la pêche fait que la zone de météo marine correspondante se nomme Dogger. Les eaux étant peu profondes, de nombreuses épaves ont été identifiées dans cette zone.

## Parc éolien
En janvier 2010, un consortium d'entreprises a obtenu une autorisation pour développer un parc éolien sur le Dogger Bank. L'accord a été donné le 17 janvier 2015 par Ed Davey et un accord de coopération a été signé par neuf pays européens en juin 2016 pour mener à bien ce projet. Ce parc développerait près de 7,5 GW de puissance et consisterait en la création d'une ile artificielle d'environ 6 km2 couverte de panneaux solaires et entourées d'éoliennes, reliée aux pays riverains par des câbles électriques sous-marins. Ce parc éolien pourrait exister à partir de 2035 et fournir ensuite son énergie à l'ensemble des pays environnants.

## Zone protégée
Les Pays-Bas ont classé Réseau Natura 2000, la zone économique leur appartenant.